# Jean-Baptiste Isabey

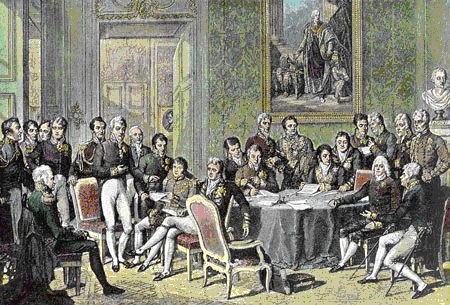
O Congresso de Viena por Jean-Baptiste Isabey, pintado em 1819

Jean-Baptiste Isabey (Nancy 11 de abril de 1767 - 18 de abril de 1855) foi um dotado pintor francês e gravurista, conhecido por pintar retratos e miniaturas. Sua obra mais famosa é a Congresso de Viena. Fazia pinturas oficiais, encomendadas por Luís XVI, e se aplicou a essas obras até a sua morte. O retrato Napoleão em Malmaison (1802), de sua autoria, é reconhecido por apresentar grandes semelhanças ao Imperador.
É pai de Eugène Isabey, também pintor, que ficou famoso no Segundo Império na França.

## Biografia
Segundo filho de Jacques Isabey, comerciante, e sua esposa, Marie-Françoise Morel. Seu pai, adorador das artes, influenciou na carreira de seus filhos. Ao seu filho mais velho, Louis Isabey, destinou a pintura e ao mais jovem, Jean Baptiste Isabey, a música. Os dois filhos eram igualmente ruins nas funções as quais Jacques havia lhes direcionado, tendo eles então, trocado de destinos. Seu irmão, Louis, se tornou músico da Capela do Rei, primeiro violino do Imperador da Rússia.
Foi pai de Eugène Isabey (1804-86) a quem obrigou a estudar a pintura por se tratar de uma carreira mais prática e que poderia lhe trazer um certo sucesso seguindo as estratégias de seu pai. Deu aulas ao seu filho ensinando-o a copiar os Antigos Mestres no Louvre.
Entre as referências de Jean Baptiste Isabey, estava um dos mais característicos representantes do neoclássico francês, Jacques-Louis David, o oficial pintor da corte francesa e de Napoleão Bonaparte, de quem foi aluno por alguns anos. Seus primeiros professores, em Nancy, foram Jean Girardet, mestre em arquitetura e decoração, e Jean-Baptiste Claudot, especialista em artes de paisagem. Aos seus dezenove anos, aprendeu algumas técnicas com os dois artistas de Lorraine, sendo considerado por Claudot, um dos seus mais talentosos alunos.
Em 1786, ainda com seus dezenove anos, vai a Paris em encontro com J. Dumont, artista de Lorena, primeiro pintor em miniatura da rainha. No princípio de sua carreira, sua fonte de renda era retirada da pintura de tampas de tabaco ou ornamentos em botões de casados, seguindo a moda da época. Depois de ser apresentado ao tribunal em Versalhes, teve a oportunidade de pintar retratos dos dois filhos do Comte d'Artois e da rainha, Marie Antoinette. Em 1788 foi o ano em que Isabey recebeu um convite de Jacques-Louis David para trabalhar no seu estúdio, onde aprendeu os princípios do neoclassicismo.
Com seus 24 anos, casou-se com Laurence de Salienne, integrante de uma família tradicional, em 13 de agosto de 1791. Conheceu sua esposa numa tarde de passeio em público, enquanto acompanhava seu pai cego.
Com a Revolução Francesa, Isabey perdeu muitos clientes, passando por uma crise. Conseguiu reconstruir uma base de clientes com o auxilio de seu patrono David, exibindo muitas miniaturas no Salão de Paris em 1793.
A carreira de Isabey foi protegida por David, e com a sua ajuda, ele executou retratos de certas personalidade como Madame de Stael, Mirabeau, Barere, Saint-Just, Collot d’Herbois. Aos poucos, seu talento foi sendo cada vez mais reconhecido gerando destaque em seus retratos em miniatura, especialmente de mulheres, nos quais embelezava e rejuvenescia os rostos. Começou a receber numerosos pedidos. Se tornou o primeiro pintor da câmara da imperatriz Joséphine de Beauharnais, esposa de Napoleão, e depois, professor de desenho da imperatriz Marie-Louise, segunda esposa do imperador.
Sua aproximação com a Coroa lhe rendeu muitos trabalhos. Durante o período do primeiro Império, executou desenhos em sépia de grandes formatos, exibidos em salões. Entre eles estão: Visita do primeiro cônsul à fábrica dos frères Sévène em Rouen em 1804 e visita do imperador à fábrica de Oberkampf, em Jouy em 1806.
Produziu, em Viena, um retrato da Imperatriz Marie-Louise e outros membros de sua família, em 1812. Hoje em dias, esses retratos de encontram no Museu Albertina, em Viena, Áustria, um museu de arte que preserva uma das mais importantes coleções de artes gráficas do mundo.
As pinturas de Isabey estavam, em sua maioria, conectadas com a monarquia, mas também pintou outras figuras de poder como 228 retratos de deputados, todos feitos para um trabalho sobre a Assembléia Legislativa, durante a Revolução Francesa. Também organizou 32 desenhos destinados a cerimônia de coroação de Napoleão e Joséphine de Beauharnais, por quem foi patrocinado. Em seus desenhos, colaborou com suas impressões do dia, desenhou todas as roupas cerimoniais do evento, o que lhe rendeu uma famosa pintura, depois paga por Luis XVIII em 1814 . Para esse grande evento, desenhou, juntamente com a sua esposa, uma catedral na escada e representaram a cerimônia em uma mesa. Desenhou os bordados dos trajes da Corte Imperial e as decorações de muitos festivais, como o Teatro das Tulherias e da de Saint-Cloud 
O pintor também dirigiu o estúdio de artistas que se localizada na Fábrica de Porcelana Sèvres, onde se produzia porcelanas e para onde se destinava a produção de objetos de arte em cerâmica feitos através dos métodos tradicionais, durante o reinado do rei Louis-Philippe (1830-48). Na fábrica, pintou os retratos para o topo da famosa Table des Maréchaux.
Foi nomeado relator do Gabinete do Imperador, após a proclamação do Império.
Em 1805, se tornou o primeiro pintor para a Sala de Imperatriz o que lhe possibilitou comprar uma pequena mansão em Paris. Passou a produzir livros de dezenas de miniaturas representando Napoleão, montadas em caixas com as quais o Imperador presenteava pessoas que queria honrar.
Isabey sempre foi muito fiél a Napoleão, principalmente durante seu retorno para Elba, produzindo obras encomendadas por ele, mas não deixou de fazer parte da Restauração, período conhecido na história francesa pela primeira abdicação de Napoleão Bonaparte, em 6 de abril de 1814, organização que pregava uma monarquia constitucional limitada pela Carta de 1814. 
Durante a Primeira Restauração, foi para a Áustria participar do Congresso de Viena, acompanhado de Charles-Maurice de Talleyrand-Périgord, bispo, político e diplomata francês. Sua carreira passou a prestar serviços não só para Napoleão, durante os Cem Dias, mas também prestava sua arte para Luis XVIII e Carlos X, este último para quem desenhou du Cabinet, em 1828.
Em 1802, desenhou a estrela com cinco raios da ordem da Legião de Honra, exposta no Salão de 1804. 
Com Luis XVIII no poder, Napoleão ordenou que Isabey tratasse-o com o mesmo zelo com que o tratava. Em 1816, foi para o exílio na Inglaterra e só retornou para a Corte, após o perdão, em 1817.
Com a morte do rei, Isabey cuidou da decoração da capela de fogo das Tulheiras (1824), e depois da coroação de Carlos X.
Sua esposa morre em 1829, e se casa novamente com Eugenie Maystre, com quem teve dois filhos (Henri 1830-1834 e Henriette 1837-1881).
Foi nomeado curador adjunto dos museus reais, em 1837.
Napoleão III, nomeia Jean Baptiste Isabey comendador da Legião de Honra, em 1853, e o pintou passa a ser convidado para os festivais da Corte e a frequentar o Salão da Princesa Mathilde.
Morreu em 18 de abril de 1855, em Quai Conti, Paris, após uma queima no peito. Seu funeral foi celebrado na igreja de Saint-Germain-des-Prés. O corpo de Jean Baptiste Isabey está enterrado no cemitério de Pere Lachaise, em Paris (20 divisão) 2.3. O corpo de sua segunda esposa, Eugènie Rose Maystre, falecida em 1857, está juntamente com o do pintor. Em 1867, uma rua de Paris recebe seu nome.
O autor é reconhecido por sua contribuição artística com sua oficina mencionada na famosa obra Réunion d’artistes, na oficina de Isabey, de autoria de Louis Léopold Boilly, pintada em 1798.

## Estilo e Obra
Conhecido por seus retratos e miniaturas, Jean Baptiste Isabey também produzia caricaturas, as quais não ficaram tão famosas. Produziu caricaturas de muitos políticos europeus mais populares da primeira metade do século XIX. Algumas dessas caricaturas se tornaram inéditas, mas eram conhecidas por muitos artistas da época.
Isabey’s Boat foi uma de suas obras que lhe rendeu muito sucesso no Salão de 1820. Tratava-se de um desenho de si mesmo e de sua família. 
Jean Baptiste Isabey lança uma técnica que substitui a folha de marfim por papelão ou papel de vitela para produção das miniaturas. O papel seria um material mais prático e ajudaria a economizar tempo nas produções. Sendo aplicado no metal com uma camada de cor ao óleo, seria evitada a corrosão. Passou também a praticas a litografia, em 1824.
A transferência do caixão de Napoleão, em Santa Helena ao Belle-Poule, em 15 de outubro de 1840, lhe rendeu uma das suas imagens napoleônicas mais notáveis.

## Reputação
A excelência da escola francesa de miniaturas foi representada por Jean Baptiste Isabey. Essa reputação foi adquirida pela qualidade do seu marfim pintado a guache, rodeado por quadros preciosos ou caixas de ouro.
Adquirindo reconhecimento, Jean Baptiste Isabey se tornou o pintor favorito da sociedade, sob o Diretório. Os pedidos se tornaram cada vez mais numerosos tendo como principal clientela, as mulheres.